# Bataille de Nzole
Révolte d'Abushiri
La bataille de Nzole ou bataille de Jahazi est livrée en Tanzanie le 8 mai 1889 pendant la révolte d'Abushiri contre l'administration coloniale allemande. Le commissaire Hermann von Wissmann dirige une expédition militaire contre le quartier-général d'Abushiri situé dans le fortin de Nzole (appelé aussi Jahazi) et en chasse les rebelles après des affrontements sanglants.

## Sources
- Charles-André Julien (direction), Les Africains, tome 1, Éditions Jeune Afrique, 51 avenue des Ternes, 75017 Paris, 1977
- Tony Jaques, Dictionary of Battles and Sieges: A-E, Dictionary of Battles and Sieges: A Guide to 8,500 Battles from Antiquity Through the Twenty-first Century 1, Greenwood Publishing Group, 2007,  (ISBN 978-0-313-33537-2)